# Roppener Straße
De Roppener Straße (L242) is een 960 meter lange Landesstraße (lokale weg) in het district Imst in de Oostenrijkse deelstaat Tirol. De weg is een zijweg van de Tiroler Straße (B171) en zorgt voor een verbinding met Roppen (724 m.ü.A.). Het beheer van de straat valt onder de Straßenmeisterei Imst.